# رون رينولدز (سياسي)
رون رينولدز (بالإنجليزية: Ron Reynolds)‏ هو محامي وسياسي أمريكي، ولد في 1973 في جاكسون في الولايات المتحدة. حزبياً، نشط في الحزب الديمقراطي. وقد انتخب عضو مجلس نواب تكساس.

## وصلات خارجية
- الموقع الرسمي